# Olaf Prenzler

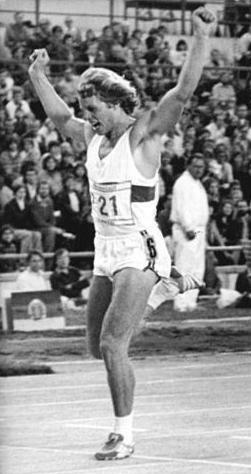
Olaf Prenzler wird 1978 DDR-Meister über 200 Meter.

Olaf Prenzler (* 24. August 1958 in Kästorf) ist ein deutscher Leichtathlet und Olympiateilnehmer, der – für die DDR startend – in den 1970er- und 1980er-Jahren ein erfolgreicher Sprinter war. Er wurde 1982 Europameister im 200-Meter-Lauf und gewann vier weitere Medaillen bei den Europameisterschaften 1978, 1982 und 1986.

## Leben
Prenzler gewann 1977 die Silbermedaille über 100 Meter bei den Junioreneuropameisterschaften in Donezk. 1978 wurde er über 200 Meter (20,61 s) und mit der 4-mal-100-Meter-Staffel der DDR Vizeeuropameister in Prag (38,78 s, zusammen mit Manfred Kokot, Eugen Ray und Alexander Thieme; Prenzler als Schlussläufer). Bei den Olympischen Spielen in Moskau erreichte er das Halbfinale.
In Athen wurde Prenzler 1982 über 200 Meter mit persönlicher Bestzeit von 20,46 s Europameister. Außerdem gewann er mit der 4-mal-100-Meter-Staffel die Silbermedaille (38,71 s, zusammen mit Thomas Munkelt, Detlef Kübeck und Frank Emmelmann; Prenzler als dritter Läufer) und erreichte Platz sechs über 100 Meter. 1985 wurde er in der Halle Vizeeuropameister in Piräus. In Stuttgart belegte Prenzler bei den Europameisterschaften 1986 Platz sieben im 200-Meter-Lauf (21,00 s) und den Silbermedaillenrang mit der Staffel (38,64 s, zusammen mit Thomas Schröder, Steffen Bringmann und Frank Emmelmann; Prenzler als dritter Läufer).
Am 8. Juli 1982 war er in Karl-Marx-Stadt an einem DDR-Rekord im 4-mal-100-Meter-Lauf beteiligt (38,28 s, zusammen mit Thomas Schröder, Detlef Kübeck und Frank Emmelmann; Prenzler als dritter Läufer).
Olaf Prenzler startete für den SC Magdeburg und trainierte bei Jürgen Ludewig. In seiner Wettkampfzeit war er 1,78 m groß und 76 kg schwer. In den nach der Wende öffentlich gewordenen Unterlagen zum Staatsdoping in der DDR fand sich bei den gedopten Sportlern auch der Name von Prenzler.
Olaf Prenzler studierte zunächst Sportwissenschaften. Nach der Wiedervereinigung wurde er Generalvertreter einer Versicherung. Er hat einen Sohn (Steven, * 1978), der ebenfalls als Sprinter aktiv war.